# Deflexie (taalkunde)
Deflexie is een linguïstisch proces dat verbonden is aan inflecterende talen en leidt tot een geleidelijke afbraak van affixen die eerder inflecterende morfemen vertegenwoordigden, behorend bij een woord in een bepaalde context.
Deflexie wordt in het algemeen gekenmerkt door syncretisme en nivellering, ofwel een verlies aan vormvariaties en uitgangen bij (met name) de zelfstandige naamwoorden en werkwoorden. Volledig verlies van de oorspronkelijke affixen uit de oorspronkelijke taal in combinatie met (nul)allomorfie en de ontwikkeling van een nieuwe morfologie komt met name voor bij het ontstaan nieuwe pidgin- en Creoolse talen.
Direct aan deflexie gerelateerd is het verschijnsel dat talen minder synthetisch worden en verschuiven naar analytisch.

## Indo-Europese talen
Deflexie is een algemeen verschijnsel in de geschiedenis van vele Indo-Europese talen. Volgens de Taalcontact Hypothesis voor deflexie, die ondersteund wordt door de onderlinge vergelijking van Germaanse talen, bijvoorbeeld het IJslands en Afrikaans, wordt dit proces toegeschreven aan taalcontact. In het bijzonder treedt dit fenomeen op als sprake is van tweede taalverwerving (L2 acquisition) onder grote, invloedrijke groepen die tijdens het leerproces kiezen voor economische taalstructuren zolang dit nog niet leidt tot taalverwarring.
Hoewel in principe een geleidelijk proces, heeft het Engels een dramatische verandering doorgemaakt ten opzichte van het Oudengels, dat een inflecterende taal was met een complexe naamvallenstructuur, naar het moderne Engels met weinig inflectie dat zelfs analytisch te noemen is. Deflexie bereikte de Engelse taal al met de ingveonismen die zich ontwikkelden rondom de Noordzee en die gedeeld werden met het Fries en de Nederduitse dialecten, bijvoorbeeld waar de accusatief en datief werden samengevoegd tot de objectieve naamval. Vikinginvasies en de Normandische verovering versnelden dit proces. Het belang van deflexie voor de wording van een taal kan worden geïllustreerd door het moderne Nederlands, waar deflexie verantwoordelijk is voor de overweldigende meerderheid aan liguïstische veranderingen gedurende de laatste duizend jaar. Het Afrikaans ontstond vrijwel uitsluitend door verregaande deflexie vanuit het Nederlands. Frans is een ander voorbeeld van een moderne taal waarin deflexie in een eerder stadium wel belangrijk was..
Volgens de unidirectionality hypothesis, zou deflexie onderworpen moeten zijn aan een semantisch gedreven, onomkeerbare grammaticale ontwikkeling. Echter, uitzonderingen op dit geleidelijke diachronische proces zijn waargenomen in gevallen waar het deflexieproces minder sterk werd of tot stilstand kwam, of waar soms zelfs de inflectie van naamvalsuitgangen werd versterkt.
Volgens taalkundige Joop van der Horst is de deflexie in de geschiedenis van de Indo-Europese talen het allerduidelijkst te zien aan de sterke vermindering van het aantal werkwoordsvormen in alle huidige Germaanse en in iets mindere mate ook in de Romaanse talen ten opzichte van talen als het Latijn, Oudgrieks en Sanskriet. Zo heeft het Latijn bijv. ca. 100 verschillende vormen per werkwoord, terwijl dit aantal in het moderne Frans is gereduceerd tot ca. 35 en er in de Germaanse talen nog veel minder vormen per werkwoord zijn. Anderzijds worden in moderne Germaanse en Romaanse talen op grote schaal hulpwerkwoorden gebruikt. Deze hulpwerkwoorden hebben de functie van de vervoegde werkwoordsvormen grotendeels overgenomen.

## Voetnoten
1. ↑  Encyclopedia of Language and Linguistics, Elsevier, 2004, Pidgins affix dropping (6:3187)
2. ↑  Morphology in pidgins and Creoles, Ingo Plag, University of Siegen, Version of June 28, 2004,
3. ↑  Zie onderzoek Variflex: Voor antwoorden op de vraag naar wat de factoren zijn die deflexie veroorzaken zijn het Meertens Instituut (KNAW) en het Amsterdam Center for Language and Communication (UvA) een research-programma begonnen met als thema "Variation in Inflection", afgekort Variflex. “The loss of inflectional distinctions and the language contact hypothesis have often been discussed in the literature, but have never been the subject of extensive and integrated research. This is probably due to the need for a complex, multidisciplinary approach. Such a research programme would have to combine theoretical linguistics, diachronic linguistics, dialectology, first language acquisition and second language acquisition.”(The original Variflex proposal)
4. ↑  The Development of Case in Germanic - Jóhanna Barðdal, University of Bergen
5. ↑  Fred Weerman - It’s the economy, stupid!. Gearchiveerd op 11 augustus 2017. Geraadpleegd op 25 februari 2007.
6. ↑  J.M. van der Horst - Kroniek van de taalkunde 2002/2003  "Het overgrote deel van de veranderingen die het Nederlands de laatste duizend jaar of meer heeft meegemaakt, is in feite rechtstreeks of indirect het gevolg van deze deflectie."
7. ↑  Hopper, Paul J. and Elizabeth Closs Traugott: Grammaticalization, 1993, Cambridge University Press.
8. ↑  Joop van der Horst (2013) Taal op drift; lange-termijnontwikkelingen in taal en samenleving, p. 56-66